# アルミランテ・グラウ級防護巡洋艦
| アルミランテ・グラウ級防護巡洋艦 | アルミランテ・グラウ級防護巡洋艦 |
| -------------------------------- | --- |
| アルミランテ・グラウ（1948年）   | |
| 艦級概観                         | |
| 艦種                             | 防護巡洋艦 |
| 艦名                             | 人名 |
| 前級                             | Union |
| 次級                             | アルミランテ・グラウ |
| 性能諸元                         | |
| 排水量                           | 常備：3,100トン 満載：4,877トン |
| 全長                             | 115.8m |
| 水線長                           | 112.8m |
| 全幅                             | 12.3m |
| 吃水                             | 4.3m |
| 機関                             | ヤーロー式石炭専焼水管缶10基 +三段膨張式四気筒レシプロ機関2基4軸推進                                                                                      |
| 最大出力                         | 14,000hp |
| 最大速力                         | 24.0ノット |
| 航続距離                         | 10ノット/3,276海里 |
| 燃料                             | 石炭：500トン |
| 乗員                             | 320名 |
| 兵装                             | 15.2cm（50口径）単装速射砲2基 7.62cm（50口径）単装速射砲8基 5.7cm（40口径）単装速射砲6基 オチキス 3.7cm（23口径）5銃身機関砲2基 45cm水中魚雷発射管単装2門 |
| 装甲                             | 甲板：38mm 主砲防盾：76mm（最厚部）：司令塔：76mm（最厚部）                                                                                               |

アルミランテ・グラウ級軽巡洋艦（BAP Almirante Grau class Protected cruiser）はペルー海軍の防護巡洋艦の艦級で2隻が就役した。

## 概要
本級はペルー海軍の1905年度海軍計画によりイギリスのヴィッカーズ社に2隻が発注された。設計の元となったのはイギリス海軍の防護巡洋艦センチネル級だが、新型のヤーロー式石炭専焼水管缶10基を搭載した事により2本煙突となり、武装も強化された。

## 艦形

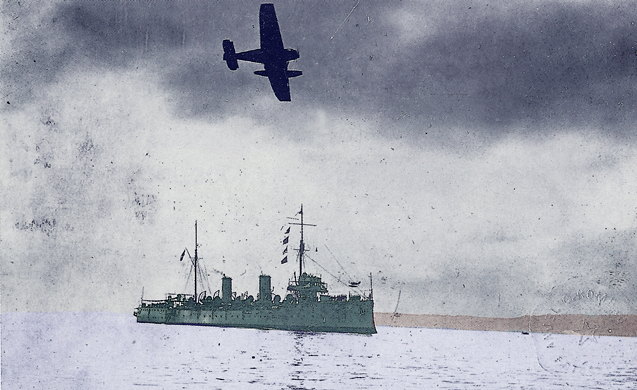
近代化改装前の「アルミランテ・グラウ」。

本級の船体は船首楼型船体を採用していた。垂直に切り立った艦首から中央部に主砲の「ヴィッカーズ 15.2cm（50口径）速射砲」を防盾の付いた単装砲架で1基、司令塔を下部に組み込んだ操舵艦橋を基部として単脚式の前部マストが立った所で船首楼が終了し、甲板一段分下がった所に2本煙突が立ち、その周囲は煙管型の通風筒が立ち並び、周りは艦載艇置き場となっており、艦載艇は2本1組のボート・ダビット片舷2組、計4組により運用された。左右の舷側甲板上に副砲として7.6cm速射砲が防盾の付いた単装砲架で片舷4基ずつ計8基配置されていた。装備位置の低い舷側砲は波浪に叩かれる事が多く、砲架に波除板が取り付けられていた。その後方の後部甲板で後部マストが立ち、後部甲板上に15.2cm主砲が後ろ向きに1基配置された。
就役後の1925年に7.6cm速射砲2門が撤去され、さらに1936年に7.6cm速射砲2門・5.7cm速射砲6門全てと3.7cmガトリング砲2基が撤去され、対空火器として7.6cm（40口径）高角砲2基と13.2mm（76口径）連装機銃2基が搭載された。
1942年から1944年の近代化改装時に艦橋は密閉型となり、前部マストは頂上部に射撃測距所を持つ三脚型となった。また、後部マストが撤去されて機関砲座と後部見張り所が設けられた。13.2mm（76口径）連装機銃2基と45cm水中魚雷発射管2門が撤去され、対空火器として12.7mm（90口径）単装機銃7丁が追加された。

## 兵装

### 主砲
主砲は「Mk XI 1906年型 15.2cm（50口径）速射砲」を採用した。重量45.36kgの砲弾を仰角15度で10,240mまで届かせることのできるこの砲を単装砲架で2基を搭載した。砲架の俯仰能力は仰角13度・俯角7度で旋回角度は左右150度の旋回角度を持っていたが実際は上部構造物により射界の制限を受けた。砲の旋回、砲身の上下・砲弾の装填の動力は人力を必要とした。発射速度は毎分5～7発である。

### 備砲、魚雷兵装
副武装として「Mark I 7.62cm（50口径）速射砲」を採用した。重量5.67kgの砲弾を仰角20度で8,500mまで届かせることのできるこの砲を単装砲架で8基を搭載した。砲架の俯仰能力は仰角20度・俯角10度で旋回角度は360度の旋回角度を持っていたが実際は上部構造物により射界の制限を受けた。砲の旋回、砲身の上下・砲弾の装填の動力は人力を必要とした。発射速度は毎分15発である。
他に近接火器として「Mk I 5.7cm（40口径）速射砲」を採用している。2.72kgの砲弾を仰角45度で7,955mまで到達させることができた。単装砲架は360度の旋回角度を持っていたが実際は上部構造物により射界の制限を受けた。俯仰は仰角60度・俯角8度で発射速度は毎分20発だった。これを単装砲架で6基を搭載した。近接火器として3.7cm5連装ガトリング砲を2基搭載した。他に主砲では手に負えない相手への対抗として45cm魚雷発射管を水線部に単装2基ずつ装備した。

## 機関
本級はヤーロー式石炭専焼水管缶10基と三段膨張式四気筒レシプロ機関2基を組み合わせて最大出力14,000shp、最大速力24.0ノットを発揮した。石炭500トンで10ノットで3,276海里を航行できる性能であった。
就役後の1923年から1925年にかけて石炭・重油混焼缶に改装されたが出力は14,000hpで変わらず、航続性能は重油400トンで10ノットで3,700海里を航行できる性能と僅かに改善された。更に1933年から1935年にかけて老朽化したボイラーをヤーロー式重油焼水管缶8基に換装したが出力は変わらなく、速力は逆に23.5ノットと僅かに低下した。

## 同型艦
- アルミランテ・グラウ（Almirante Grau）

ヴィッカーズ社バロー造船所にて1905年起工、1906年3月進水、1906年10月竣工。1907年3月にペルー海軍にて就役後、1958年6月に除籍後、解体処分。
- コロネル・ボロニェージ（Coronel Bolognesi）

ヴィッカーズ社バロー造船所にて1905年起工、1906年9月進水、1907年3月竣工。1907年11月にペルー海軍にて就役後、1958年12月に除籍後、解体処分。

## 参考図書
- 「世界の艦船 増刊第46集　イギリス巡洋艦史」（海人社)
- 「Conway All The World's Fightingships 1906–1921」（Conway）
- 「Conway All The World's Fightingships 1922-1946」（Conway）
- 「Jane's Fighting Ships Of World War I」（Jane）